# Fiestas, romerías y festivales de Vigo

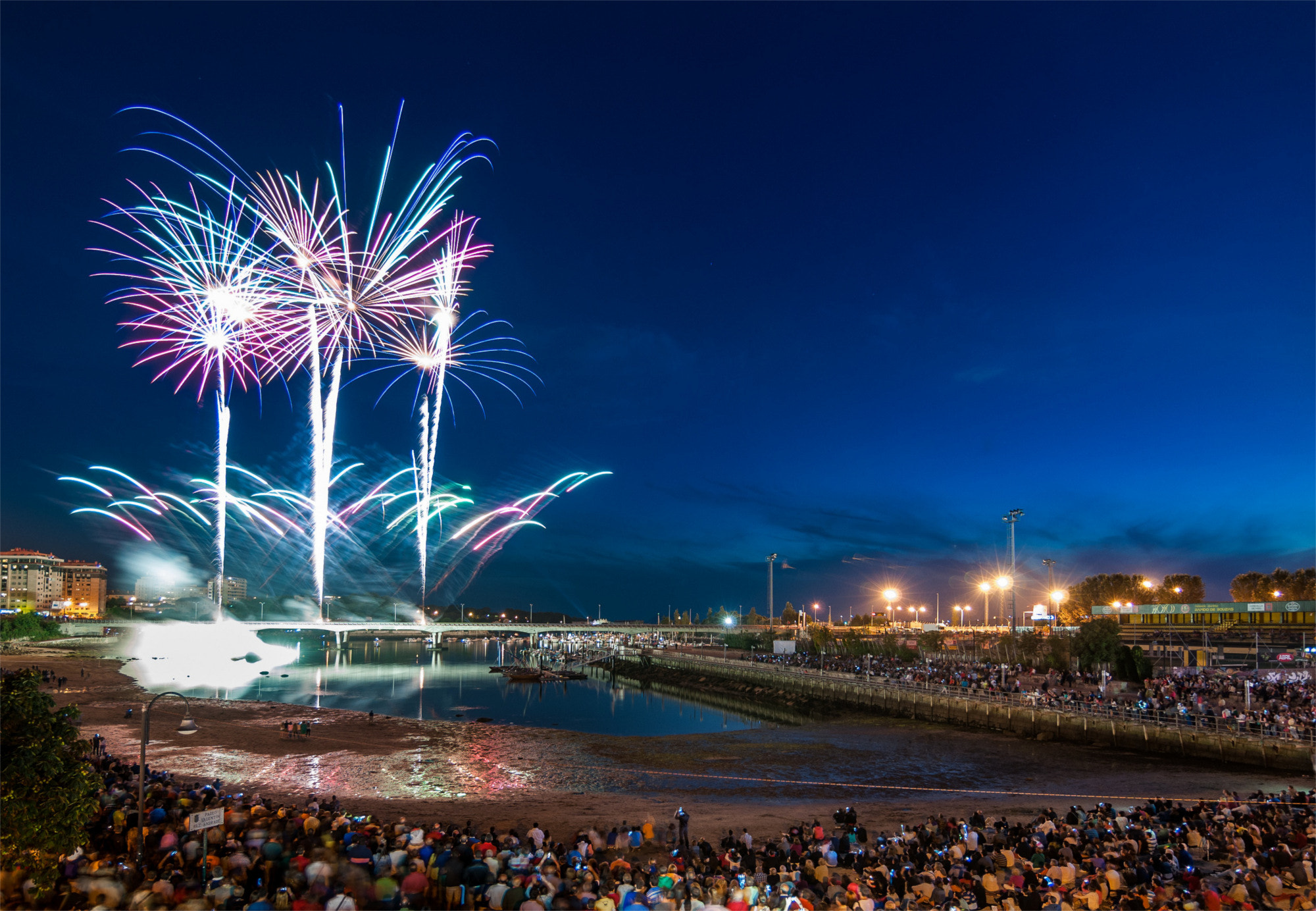
Fuegos artificiales de las Fiestas del Santísimo Cristo de los Afligidos de Bouzas.

La ciudad de Vigo es conocida por la gran variedad de fiestas, romerías y celebraciones tradicionales que se celebran en todos los barrios y parroquias del municipio a lo largo de todo el año, de las cuales muchas de ellas son celebraciones centenarias y de gran tradición. Algunas de las fiestas más destacadas de Vigo son las que se describen a continuación.

### Fiestas paganas
- Carnaval de Vigo (entroido). En febrero, uno de los más importantes de Galicia. La ciudad de Vigo y el resto de Galicia se visten de fiesta para celebrar el Entroido (Carnaval), donde sobresale la originalidad de los disfraces, destacando al personaje propio del entroido vigués conocido como Merdeiro. Además de la propia fiesta, también destacan los productos gastronómicos propios que la componen, como las filloas o las orejas de carnaval.

- Festividad de los Mayos. En mayo, el barrio histórico de Vigo es el lugar en el que se celebra esta colorida conmemoración que festeja la llegada de la primavera. Esta festividad es amenizada por grupos de música tradicional gallega, grupos folclóricos y por puestos de artesanía, comida y flores.

- Hogueras de San Juan. El 24 de junio, se celebran principalmente en las playas, los alrededores de la ciudad y en los municipios limítrofes para exaltar el culto al fuego en una de las noches más largas del año.

- Samhain. El 31 de octubre, festividad de origen celta de los difuntos y que antiguamente era considerada como el Año Nuevo Celta, se celebra en la noche del 31 de octubre al 1 de noviembre. Durante esa noche en el barrio histórico de la ciudad es habitual encontrarse calabazas, previamente vaciadas y con velas dentro. Cabe destacar que la celebración del Samhain en Vigo coincide con otra fiesta pagana de gran tradición en Galicia, como es el magosto.[3]

### Fiestas religiosas

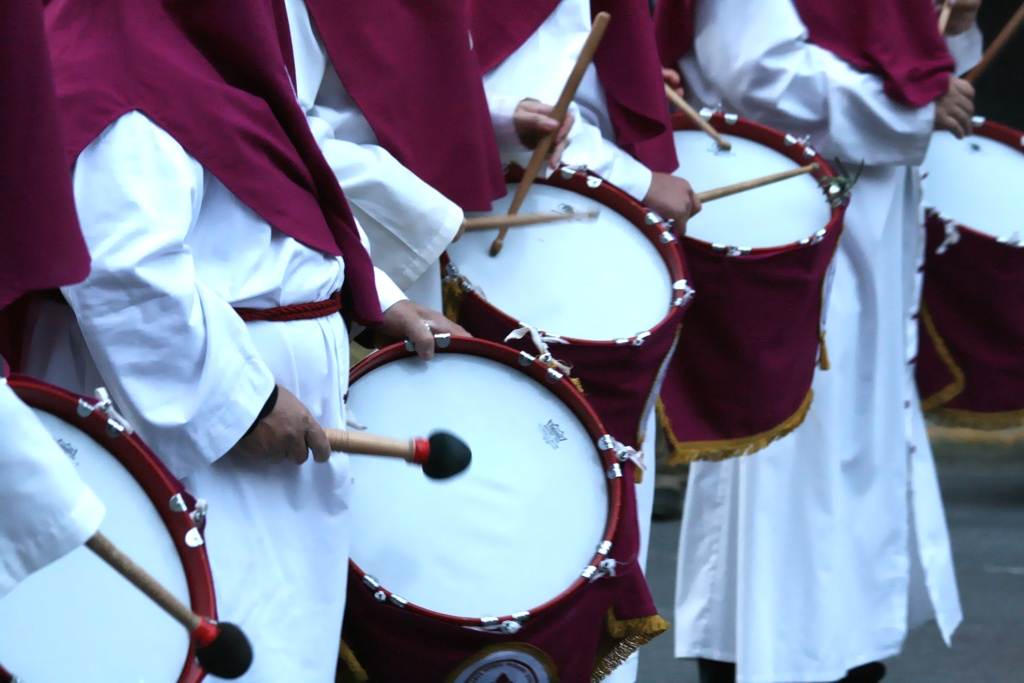
Nazarenos de la Cofradía de Nuestro Padre Jesús del Silencio durante la procesión de la Virgen de la Soledad

- Procesiones de Semana Santa. En ella participan diferentes cofradías viguesas, como la Cofradía de Nuestro Padre Jesús del Silencio, Virgen de la Amargura y Cristo de la Fe, la Hermandad de la Pasión, la Hermandad de la Santísima Virgen de los Dolores y la Orden Franciscana Seglar o la Cofradía de Bouzas.

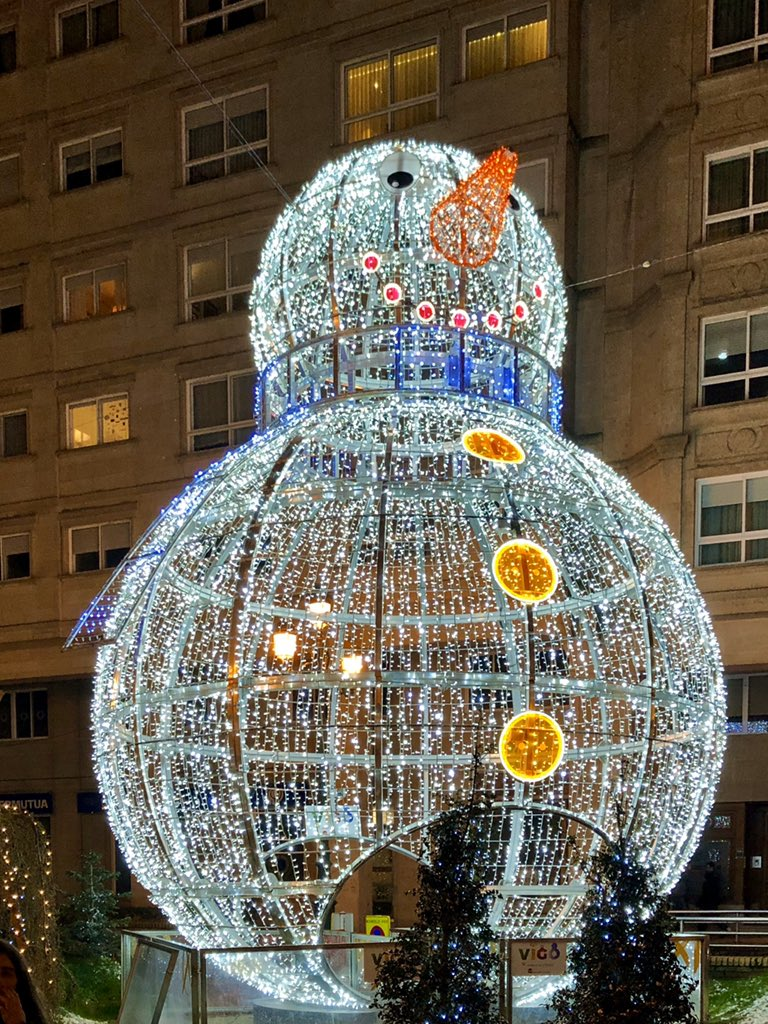
Iluminación navideña en Vigo.

- Navidad. Las calles de Vigo se engalanan con luces y adornos para celebrar las fiestas.[4][5] El día 5 de enero tiene lugar la llegada y Cabalgata de los Reyes Magos, que acompaña a los Reyes Magos por las calles de la ciudad, desde la calle Isaac Peral hasta el paseo de Alfonso XII. Las luces navideñas de Vigo han sido designadas como mejor proyecto de iluminación navideño en el Premio Nacional de Comercio Interior y por la Asociación de Ingenieros Industriales de Galicia.[6]

### Fiestas patronales y romerías
- Romería de San Mauro. El 15 de enero, en la parroquia de Matamá.

- Fiestas de San Blas. El 3 de febrero, catalogada como Fiesta de Interés turístico de Galicia en 2019,[7][8] es una de las celebraciones más importantes que se celebran en Vigo durante el invierno. La fiesta tiene lugar en la parroquia y entidad local menor de Bembrive, siendo amenizada por grupos musicales, barracas, actividades gastronómicas y atracciones. Además durante los días que se celebra la fiesta, muchos de los vecinos habilitan sus sótanos y garajes particulares en donde instalan furanchos, en donde sirven vino que ha sobrado de la cosecha y productos típicos de la matanza del cerdo o cocido gallego.[9]

- Fiestas de Santa Baia. El segundo fin de semana de julio, celebración en honor a Santa Eulalia y a Santo Antón que tiene lugar en la parroquia de Alcabre. El gran atractivo de la fiesta son sus verbenas amenizadas con orquestas y atracciones, las cuales se encuentran situadas cerca de las diversas playas que forman parte de la parroquia.

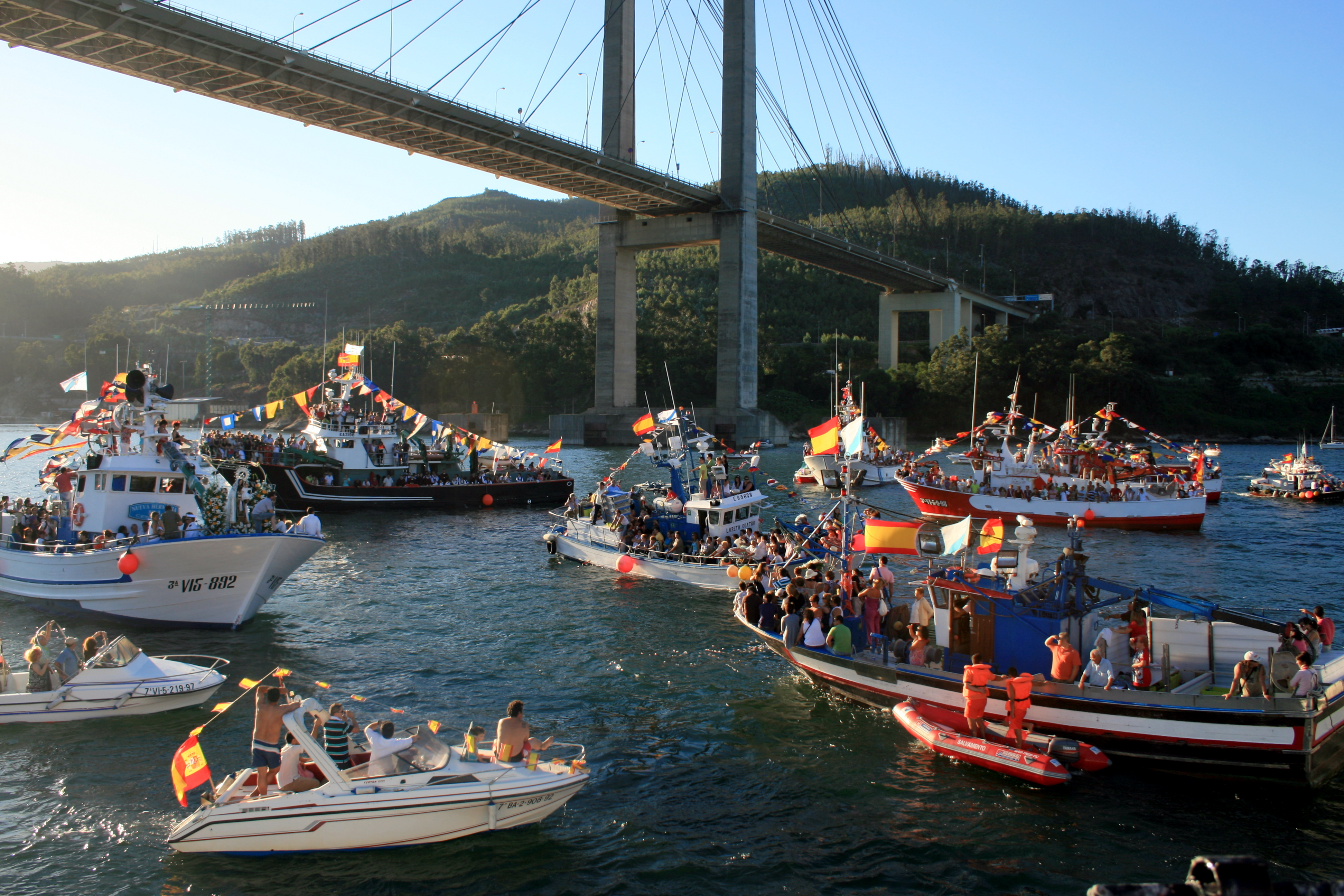
Procesión marítima en honor a la Virgen del Carmen durante su paso por el Puente de Rande

- Fiestas del Carmen. El 16 de julio, es la fiesta más antigua de Vigo y se celebra principalmente en los barrios del Berbés, Bouzas y en la parroquia de Corujo,[10] es una festividad de gran tradición marinera, ya que la Virgen del Carmen es la Patrona de los marineros. En ese día tienen lugar en la costa viguesa procesiones marítimas, en donde las embarcaciones pesqueras se engalanan para la ocasión con vistosos adornos florales y coloridas banderas mientras acompañan al barco que porta la talla de la Virgen.

- Fiesta del Santísimo Cristo de los Afligidos. En torno al tercer domingo de julio, tiene lugar en Bouzas y se celebra en honor al Cristo de los Afligidos, fue declarada como Fiesta de Interés turístico de Galicia en 2004.[11] Durante los días que dura la fiesta en el barrio se instalan numerosos puestos de comida ambulante, orquestas, atracciones y barracas, aunque su mayor atractivo son sus espectaculares fuegos artificiales,[12] los cuales se pueden contemplar desde prácticamente cualquier punto de la ciudad.

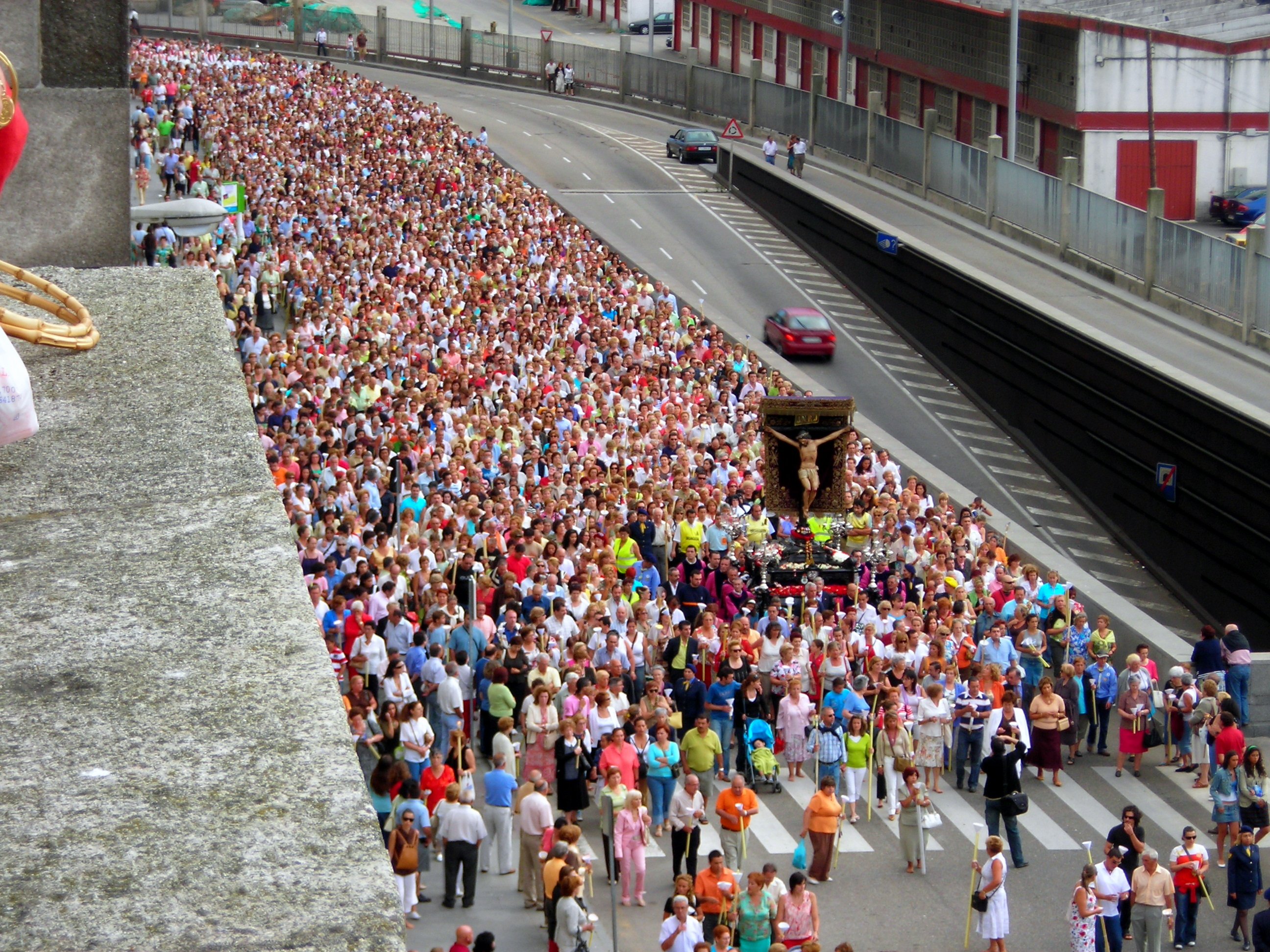
Procesión del Cristo de la Victoria durante la semana grande de Vigo.

- Fiestas de Santa Ana. A finales de julio, la fiesta se celebra en la parroquia de Beade, la singularidad de la misma es que al ser Beade una de las parroquias más alejadas del centro de la ciudad la celebración continua manteniendo las costumbres de su pasado rural.

- Semana grande de Vigo. La primera semana de agosto, es la fiesta más multitudinaria de Vigo, durante siete días se celebran actividades para niños, fiesta popular con atracciones, barracas y una gran variedad de conciertos al aire libre. El domingo de esa semana tiene lugar uno de sus principales atractivos, la procesión del Cristo de la Victoria, que comienza en el barrio histórico y termina en Concatedral de Santa María. Este es el acto religioso más multitudinario de la ciudad, ya que a este Cristo se le atribuye la victoria sobre las tropas napoleónicas que invadieron Vigo en 1809.

- Fiestas de San Roque. El 16 de agosto, romería que se celebra en el barrio del mismo nombre, según la tradición se debe comprar una reproducción de cera de la parte del cuerpo enferma para que el Santo Milagroso pueda curarla. Al margen de los festejos religiosos, en los jardines del Pazo de San Roque se instalan puestos gastronómicos en donde se pueden degustar pulpo a la gallega o sardinadas.

### Fiestas históricas

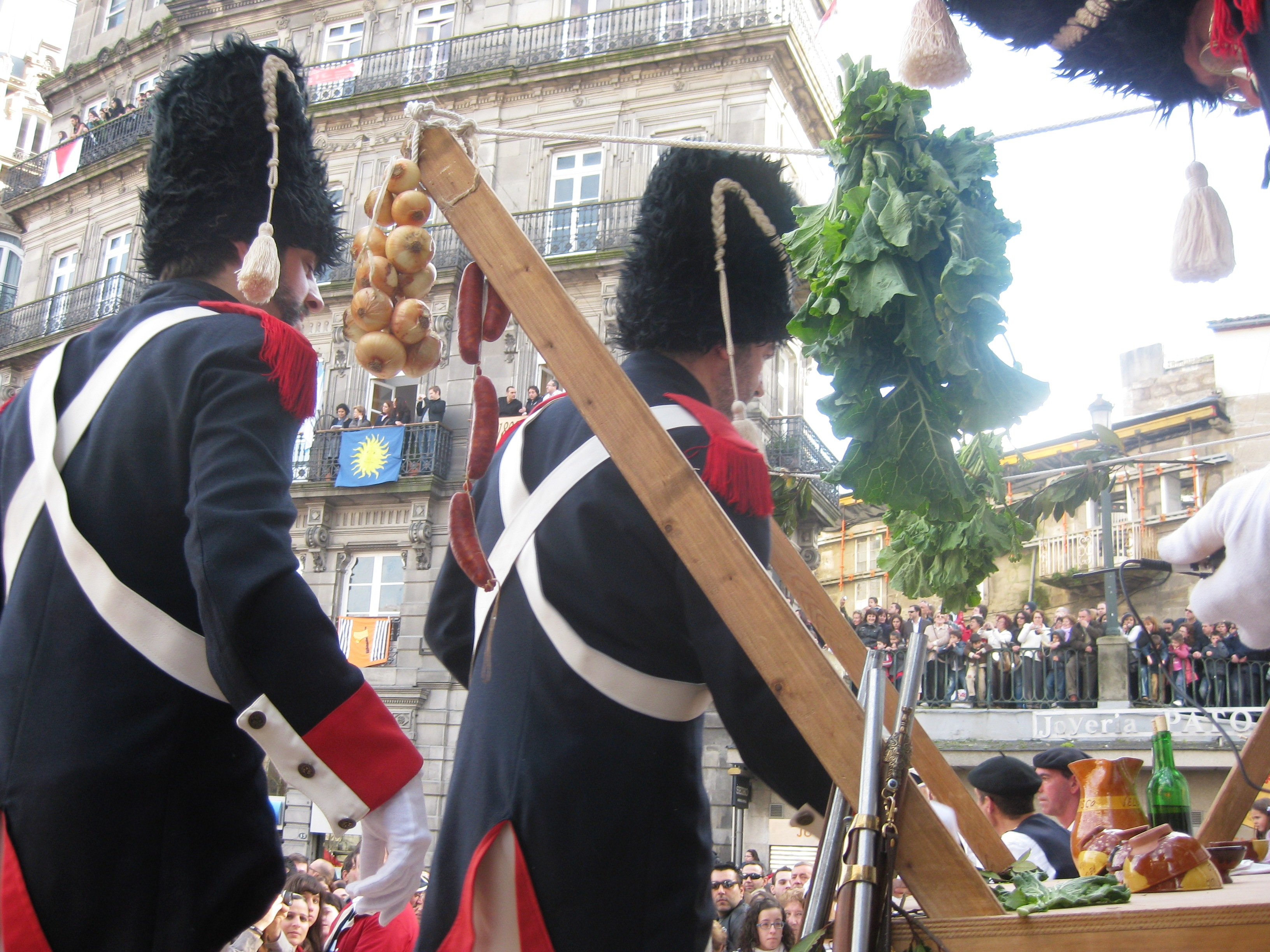
Representación de la expulsión de las tropas francesas durante la Celebración de la Reconquista

- Celebración de la Reconquista. El 28 de marzo, fiesta que rememora la expulsión de los franceses de la ciudad en el marco de la Guerra de la Independencia Española, el mismo día del año 1809. Los ciudadanos se implican mucho en esta fiesta participando en un gran número de actividades: recreación del levantamiento popular, mercado ambientado en la época, puestos de comida callejeros, etc. En los últimos años se ha convertido en una de las fiestas más importantes en su categoría del noroeste peninsular y fue declarada fiesta de interés turístico nacional en 2019.[13] En los días previos a la fiesta tiene lugar la Gala de los Vigueses Distinguidos, en donde se entrega la medalla de oro de la ciudad y el galardón de vigués distinguido a personas u organizaciones en reconocimiento a su contribución al desarrollo de la ciudad, siendo esta gala el principal acto institucional de esta festividad.

- Brincadeira. El 12 de abril, fiesta que conmemora la expulsión de las tropas francesas por parte de los habitantes de la villa de Bouzas durante la Guerra de Independencia. Al igual que en la celebración de la reconquista de Vigo, se realizan diversas actividades lúdicas como la recreación del levantamiento popular, mercadillo tradicional y puestos de comida callejeros.[14]

- Vicus Spacorum. En septiembre, evento temático organizado por la Asociación de Comerciantes de Navia, en donde se rememora la presencia romana en Vigo y en Gallaecia. Su principal atractivo son las representaciones de la época, como las batallas libradas en las Cíes por las tropas de Julio César o la conquista de Gallaecia por los Alanos y Suevos, también se instalan puestos de alimentación, artesanía y mercadillos.[15]

### Fiestas y certámenes gastronómicos
- Feria de abril de Vigo. Del 28 de abril hasta el 1 de mayo, certamen de gran tradición en Vigo organizado conjuntamente por la Casa de Andalucía de Vigo y la Asociación de Comerciantes Zona Náutico. Se celebra en el paseo de las Avenidas y Montero Ríos, en donde se instalan casetas en donde se pueden degustar platos típicamente andaluces, rebujitos, manzanilla, etc. Otras actividades de la feria son los paseos en la típica calesa andaluza y los bailes de sevillanas.[16]

- Fiesta de la Cereza. Primera semana de junio, se celebra en la parroquia de Beade y en ella los asistentes tienen oportunidad de degustar las primeras cerezas de la temporada. La fiesta cuenta con otras actividades lúdicas, como desfiles de moda, conciertos de grupos de música tradicional gallega y una exposición de vehículos clásicos.

- Fiesta de la Sardina. En agosto, fiesta de gran tradición que se celebra en la parroquia de Teis, concretamente en el monte de A Guía, el plato estrella de la celebración es la típica sardina a la brasa acompañada con pan de maíz.

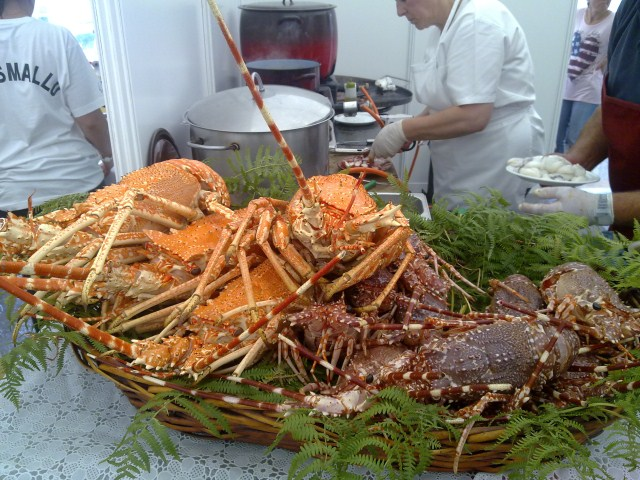
Marisco expuesto en la Fiesta del Marisco de Vigo (Vigomar)

- Fiesta del Marisco de Vigo (Vigomar). Segunda semana de septiembre, se celebra en las instalaciones del puerto pesquero y es el principal evento gastronómico de Vigo. El inicio del certamen coincide con la apertura de la temporada del mejor marisco en la ría, y durante los cuatro días que dura se sirven alrededor 50 000 kilos de marisco cocinado en 40 variedades de platos diferentes a precios populares, al evento acude una gran cantidad de público, ya que anualmente asisten al mismo aproximadamente 80 000 personas.

- Fiesta del Mejillón. En septiembre, certamen gastronómico que se celebra en el Parque de Castrelos, en la fiesta se puede degustar el mejillón de la ría preparado de diversas formas, como por ejemplo cocidos, en escabeche, en salpicón, con arroz o en empanada.

- Oktoberfest Vigo (fiesta de la cerveza alemana). En octubre, es una adaptación viguesa de la Oktoberfest alemana de Baviera. La fiesta se celebra anualmente en una carpa instalada en las inmediaciones de la céntrica estación de Urzaiz.

- Petisquiño. En noviembre, certamen y concurso de elaboración de tapas y pinchos en el que participan locales de toda la ciudad.[17]

### Festivales
- Festival Sinsal. En julio, festival de tres días de duración de música vanguardista, es conocido por la calidad, innovación y vanguardismo de los grupos que en él participan. Los conciertos de este evento se celebran en diversos escenarios y son gratuitos, algunos de los lugares en donde se celebran las actuaciones son, la terraza del Auditorio Mar de Vigo, los astilleros Cardama y Freire, la isla de San Simón, los exteriores del Museo del Mar, el salón del Museo MARCO y el Teatro García Barbón.[18] En marzo del año 2017 el periódico británico The Sunday Times publicó un reportaje sobre el festival, en el cual lo designa como uno de los 8 mejores de Europa de su categoría.[19]

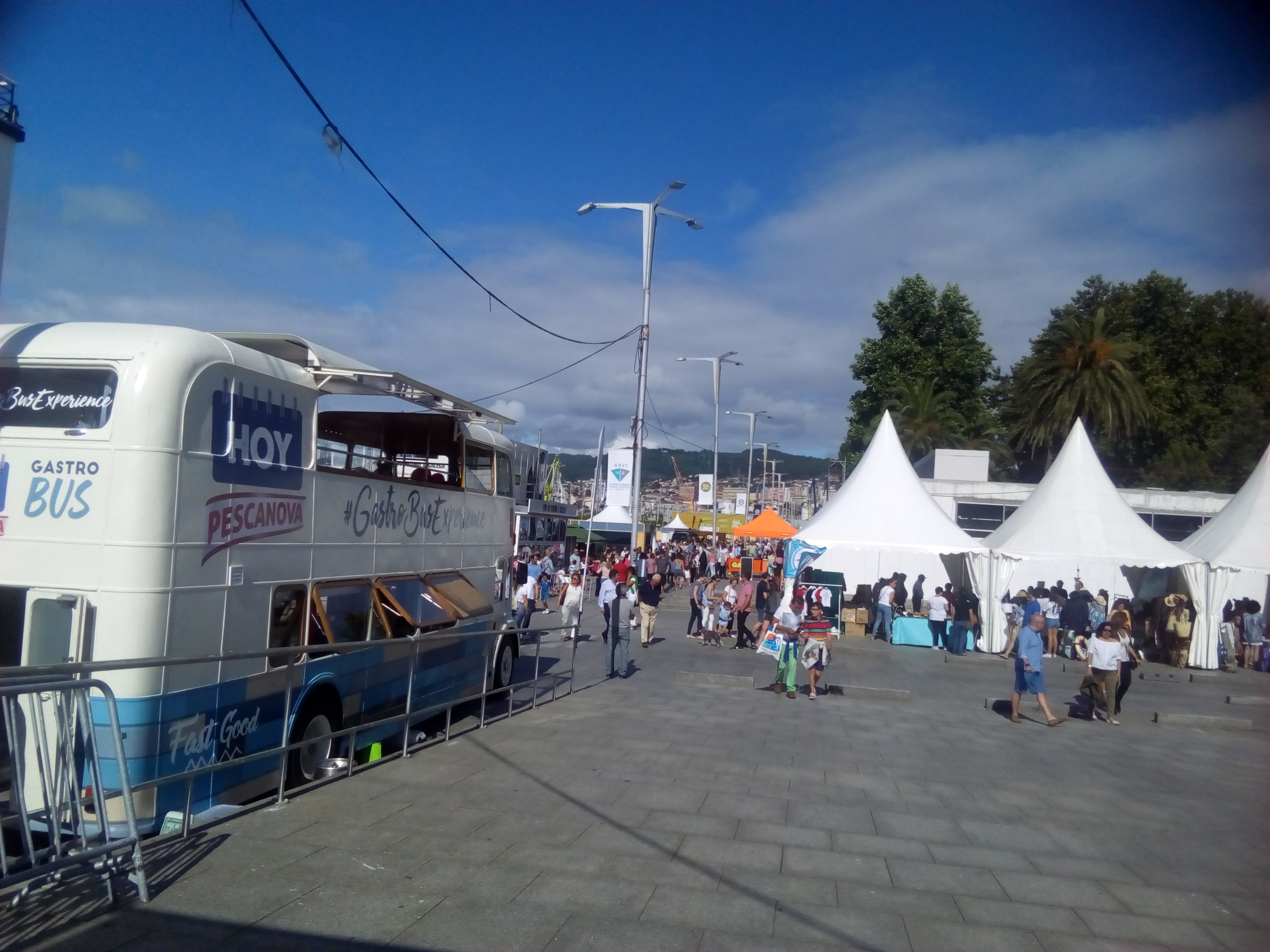
Puestos gastronómicos en el festival Vigo SeaFest

- Vigo SeaFest. En julio, festival gastronómico que se celebra en los jardines de Montero Ríos, en su programación también se incluyen pruebas deportivas como eslalon de motos acuáticas, futvoley playa, kayak-polo, vóley playa o waterpolo, además de actuaciones musicales y bautismos de mar. La celebración del festival fue impulsada en 2017 por la Cooperativa de Armadores de Pesca del Puerto de Vigo (ARVI), Abanca, Nueva Pescanova o Estrella Galicia, entre otras empresas e instituciones. El objetivo del evento es la promoción de productos del mar de la flota pesquera viguesa, en una oferta gastronómica que incluye 25 recetas realizadas por diversos chefs.[20]

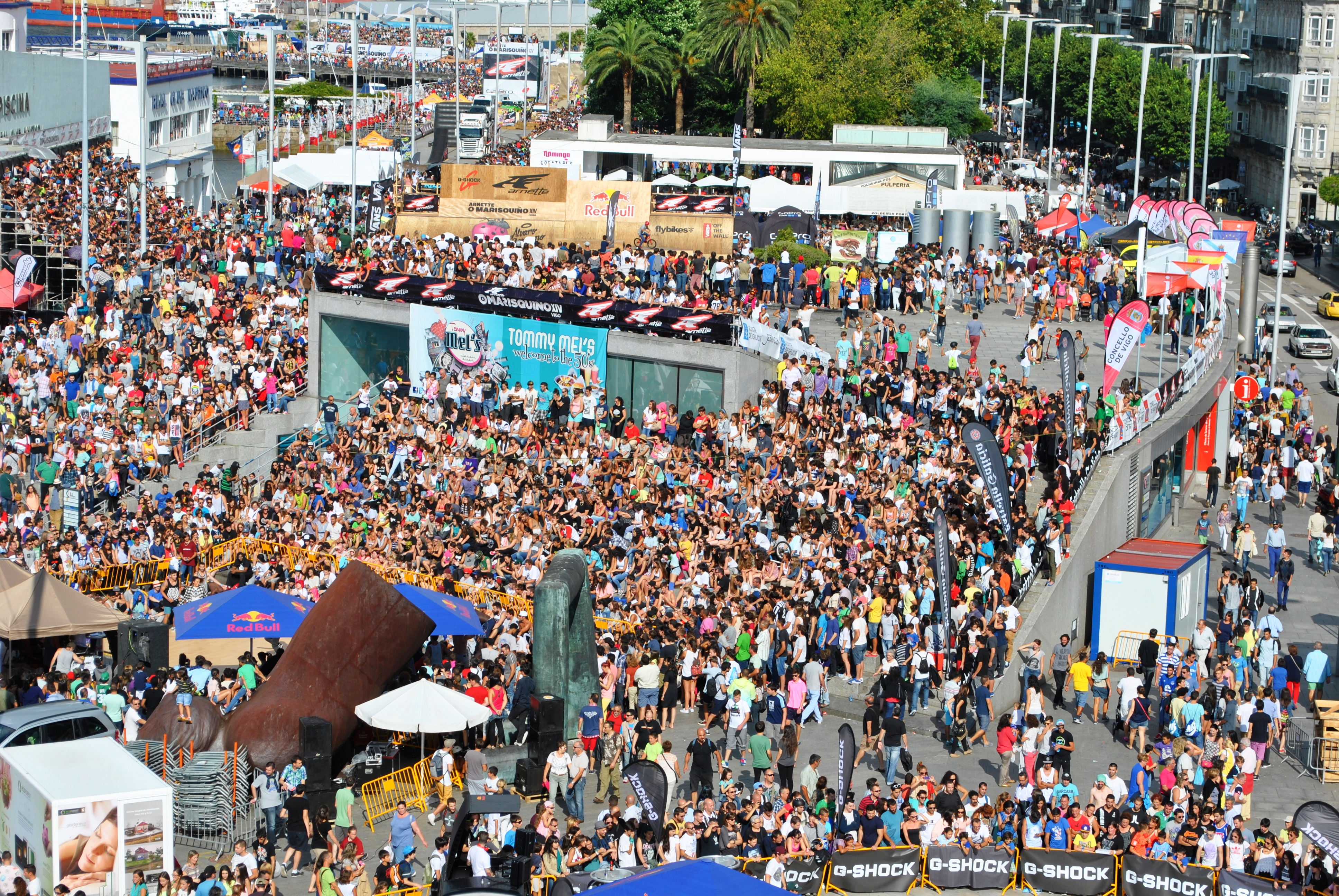
Pruebas celebradas durante el festival del Marisquiño

- Marisquiño. Se celebra la primera semana de agosto en la zona del puerto deportivo, es el mayor festival de cultura urbana de Europa,[21] la espectacularidad del evento atrae anualmente alrededor de 160 000 visitantes a la ciudad durante el fin de semana en el que se celebra. El certamen tiene como principales atractivos las pruebas y competiciones de basket 3x3, BMX, flatland, FMB dirt jump (categoría gold otorgada por la Freeride Mountain Bike World Tour), motocross, motonáutica, MTB downtown (bajada en mountain bike por las cuestas de la ciudad) y skateboarding, de todas estas competiciones la prueba estrella del evento es la World Skateboarding Cup (Copa del Mundo de Skate). Otras actividades destacadas del festival son las fiestas de cultura urbana, que incluyen competiciones de break dance y de rap, exposiciones de graffitis o diversos conciertos, algunos de los cuales son de grupos de gran relevancia, como por ejemplo el del grupo de rap Public Enemy en la edición del año 2011.[22]

- Festival Folclórico Internacional de Vigo. Primera semana de agosto, evento musical con más de 20 años de antigüedad, sus actuaciones centrales son en escenarios al aire libre en diferentes barrios de la ciudad y cuentan con un gran acto central en el Auditorio Mar de Vigo. Durante esa semana se suceden actuaciones de grupos musicales de diferentes lugares como Costa Rica, Rusia o Senegal, así como también de actuaciones de grupos de música tradicional gallega.[23]

- Festival Internacional Kerouac. En octubre, festival anual de poesía que se celebra en la ciudad desde el año 2011, el objetivo del festival es acercar la poesía a la ciudadanía de Vigo por medio de recitales poéticos que se celebran en diversos espacios públicos como calles, plazas, cines, institutos, etc.[24]